# Deacon the Villain
Deacon the Villain, de son vrai nom Willis Polk, est un rappeur américain. Il est membre et fondateur du groupe de hip-hop CunninLynguists avec Kno. Deacon a également travaillé avec de nombreux rappeurs comme notamment KRS-One, le groupe D-12, et Witchdoctor.

## Biographie
Polk est né dans le Kentucky. Il rencontre le rappeur Kno lors d'une battle à la fin des années 1990. Ensemble, ils fondent le groupe CunninLynguists. Certains rappeurs se joignent au groupe comme Mr. SOS et Natti. Avec le groupe, il participe à plusieurs albums.
À mi-2015, Polk annonce son premier album solo intitulé Peace or Power. Le projet fait participer Kno, Natti, Tonedeff, Tuni, Sheisty Khrist et Homeboy Sandman et présente 14 titres.